# Fresnaye
Pour les articles homonymes, voir Fresnay.
Fresnaye est une banlieue résidentielle située au sud-ouest de la ville du Cap en Afrique du Sud, nichée sur les pentes de Lion's Head.

## Localisation
Fresnaye se situe entre Sea Point et Bantry Bay. Fresnaye est niché sur les pentes de Lion's Head entre Kloof Road et la montagne et ne dispose pas de façade maritime. Le quartier se caractérise notamment par le fait que la plupart de ses rues portent un nom écrit en français ou font référence à un lieu situé en France (avenue des Huguenots, avenue La Croix, avenue Deauville, avenue française, avenue Normandie, avenue de l'Hermite, avenue de Longueville, avenue St Charles).

## Démographie
Selon le recensement de 2011, le quartier compte 2 011 résidents, principalement issu de la communauté blanche (83,14 %). Les noirs représentent 9,50 % des habitants tandis que les coloureds, population majoritaire au Cap, représentent 3,98 % des résidents
Les habitants sont à 81,20 % de langue maternelle anglaise, à 9,80 % de langue maternelle afrikaans et à 1,79 % de langue maternelle xhosa.

## Politique
Fresnaye est un bastion politique de l'Alliance démocratique (DA) situé dans 16ème arrondissement (subcouncil) du Cap et dans le ward 54 au côté de Sea Point, Camps Bay, Bantry Bay, Robben Island, Signal Hill, Bakoven, Clifton, Three Anchor Bay (partiellement) et Oudekraal. Le conseiller municipal élu dans le ward est Shayne Ramsay (DA).

## Personnalité locale
- Frederik de Klerk (1936-2021), ancien président de l'Afrique du Sud, mort à son domicile à Fresnaye le 11 novembre 2021.